# Ana Bjelica
Ana Bjelica (Belgrado, 3 de abril de 1992) é uma jogadora de voleibol sérvia que atua como oposto.
Com a seleção da Sérvia, conquistou a medalha de bronze no Campeonato Europeu de 2015, ao derrotar a Turquia por 3 sets a 0. Também conquistou a medalha de ouro no Campeonato Europeu de 2017.
Em 2018 conquistou pela seleção nacional o inédito título do Campeonato Mundial sediado no Japão.